# Parque Natural Municipal de Marapendi
O Parque Natural Municipal de Marapendi localiza-se nos bairros da Barra da Tijuca e Recreio dos Bandeirantes, na cidade do Rio de Janeiro, Brasil. 
O parque integra o Mosaico Marapendi, composto pela APA de Marapendi, PNM de Marapendi, PNM Barra da Tijuca Nelson Mandela e 77º MMHG.
O PNM de Marapendi é uma área de proteção ambiental destinada à preservação da vegetação de restinga e manguezal da Cidade do Rio de Janeiro.
A entrada do parque situa-se na Avenida Alfredo Balthazar da Silveira, s/nº - Recreio dos Bandeirantes.

## Características
O parque foi criado com o propósito de proteger a biodiversidade, regimentar o processo de ocupação e salvaguardar o uso dos recursos naturais, foi declarada Área de Proteção Ambiental (APA), em 1991.
No parque, pode-se ver de perto a lagoa de Marapendi, emoldurada por vegetação de restinga – razão pela qual se verifica a presença constante de aves, caranguejos, lagartos e até mesmo de espécies ameaçadas, como o jacaré-de-papo-amarelo.
Espalhados por seus quase 10 mil quilômetros quadrados de vegetação e trilhas, o parque equipado com playgrounds , torre de observação de avifauna e áreas destinadas a piqueniques, que devem ser previamente agendados na administração, são boas opções de lazer aos visitantes.
Localiza-se entre as avenidas Ayrton Senna e Pedro Moura. Do outro lado, na Avenida Lúcio Costa, localiza-se o Parque Natural Municipal Barra da Tijuca Nelson Mandela e a Praia da Reserva, uma praia caracterizada pelas águas límpidas e pela areia fofa.